# Khawr Dubayy
El Khawr Dubayy  (árabe: خور دبي, translit. Khor Dubai) es un entrante de agua salada ubicado en Dubái, Emirato de Dubái, Emiratos Árabes Unidos, que desemboca en Ras Al Khor, un santuario de vida salvaje. Algunas fuentes afirman que el arroyo se extendía tierra adentro hasta Al Ain y que en la Antigua Grecia era conocido como Río Zara.

## Historia
Históricamente, el entrante ha dividido a la ciudad en dos zonas diferenciadas: Bur Dubai y Deira. En la orilla del primero, la tribu Bani Yas fue la primera en asentarse en el siglo xix, estableciendo la dinastía Al Maktoum en la ciudad. Al principio del siguiente centenario, debido a la imposibilidad de introducir buques de amplios tamaños, sirvió como un pequeño puerto de dhows llegando a lugares tan distantes como la India o el este de África. Aunque impedía la entrada de barcos por la forma de su flujo, el Khwarr Dubayy permaneció como un instrumento fundamental a la hora de establecer el comercio dubaití, siendo el único puerto de la ciudad.